# El noticiero de la gente
El noticiero de la gente (anteriormente Telefe noticias a las 13) es un noticiero argentino emitido por Telefe, de lunes a viernes a las 13:00. Es conducido por Germán Paoloski y Milva Castellini. Es la edición del mediodía de Telefe Noticias. Fue lanzado el 30 de julio de 1990 como Telefe noticias, primera edición. 
El 4 de septiembre de 2017, debido a la renovación de los estudios de Telefe Noticias en Martínez, la primera edición pasó a llamarse El noticiero de la gente.

## Historia

### Telefe noticias a las 12-13
Desde sus inicios en 1990, ha cambiado solo una vez su nombre y horario, pero por razones de hacer frente a su competencia fue movido al horario de la 13:00.
En mayo del 2005, Paula Trapani deja la conducción del noticiero para trabajar en otro programa del canal y en su reemplazo ingresaron Milva Castellini y Omar Fajardo (luego de dos años abandono el noticiero por razones desconocidas), junto con Jorge Jacobson, quien luego de 13 años en la conducción del noticiero se retiró de los medios en septiembre de 2010. El reemplazante de Jacobson finalmente fue el presentador Adrián Puente.
El 11 de octubre de 2010, el noticiero cambió toda su gráfica en pantalla junto con el resto de los noticieros del canal, pero manteniendo la música, tal como el resto.
En 2012 Milva Castellini fue reemplazada temporalmente por Agustina Casanova, ya que debió ausentarse por causa del nacimiento de su primer hijo.
En 2013 Milva Castellini deja la conducción del informativo para hacerse cargo de Baires Directo reemplazándola Érica Fontana anterior conductora del magazine matituno.
El 23 de enero de 2017, pasa a emitirse nuevamente a las 12:00 por motivo del comienzo del programa de entretenimiento ¿En qué mano está? que se emitía en el horario en que se emitía el noticiero de las 13:00.

### El noticiero de la gente

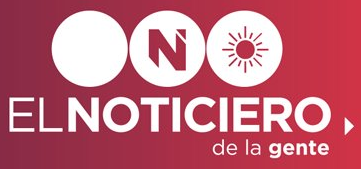
Logotipo de El noticiero de la gente (2017-2019)

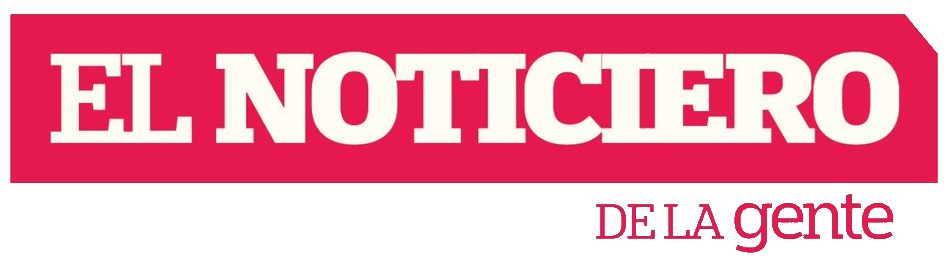
Logotipo de El noticiero de la gente (2019-2023)

Desde el 4 de septiembre de 2017, el programa pasa a llamarse El noticiero de la gente, debido al cambio rotundo de los informativos de Telefe Noticias, la escenografía y la mudanza a los nuevos estudios en la localidad bonaerense de Martínez. 
Milva Castellini volvió a la conducción del mediodía, con Érica Fontana, y la incorporación de Nicolás Repetto como conductor del noticiero.
A fines de diciembre de 2018, Nicolás Repetto dejó la conducción.
En enero de 2019, el noticiero fue conducido por Guillermo Panizza y Erica Fontana, y todo el mes de febrero y principios de marzo fue conducido por Mariano García y Milva Castellini, en periodos vacacionales.
A partir del 11 de marzo de 2019, el noticiero es presentado por Germán Paoloski y Milva Castellini, y tiene como nuevas incorporaciones como columnistas, entre otros, Mauro Szeta, Jonatan Viale, Josefina Ansa y Fernando Carlos.  
A finales de diciembre de 2019, Jonatan Viale abandona el noticiero del mediodía, para dedicarse en el canal de noticias A24.
A partir del 2025 Mauro Szeta abandona Telefe y pasa a América TV.

## Lista de conductores
- marzo de 1990 - diciembre de 1990: Amalia Rosas y Juan Carlos Pérez Loizeau.
- enero de 1991 - diciembre de 1991: Amalia Rosas y Franco Salomone.
- enero de 1992 - diciembre de 1998: Amalia Rosas y Carlos Asnaghi.
- enero de 1999 - marzo de 2002: Paula Trapani y Jorge Jacobson.
- marzo de 2002 - mayo de 2005: Paula Trapani, Jorge Jacobson y Omar Fajardo.
- mayo de 2005 - marzo de 2008: Milva Castellini, Jorge Jacobson y Omar Fajardo.
- marzo de 2008 - octubre de 2010: Milva Castellini  y Jorge Jacobson.
- octubre de 2010 - noviembre de 2013: Milva Castellini y Adrián Puente.
- noviembre de 2013 - septiembre de 2017: Érica Fontana y Adrián Puente.
- septiembre de 2017 - diciembre de 2018: Nicolás Repetto, Érica Fontana y  Milva Castellini.
- diciembre de 2018 - marzo de 2019: Mariano García, Milva Castellini, Guillermo Panizza y Érica Fontana.
- marzo de 2019 - actual: Germán Paoloski y Milva Castellini.

## Equipo periodístico
- Conducción: Germán Paoloski y Milva Castellini
- Policiales: Paulo Kablan (desde 2025 en reemplazo de Mauro Szeta)
- Deportes: Fernando Carlos
- Entretenimiento: Sol Pérez
- Clima: Daniel Roggiano
- Medicina: Dr. Daniel López Rosetti
- Reporteros: Fernando "Chiche" Eiriz, Abigail Hermo, Alejo Santander, María Julia Mastromarino, Damian Carreras y Diego Pietrafesa

## Programa en otro formato
Desde el 16 de diciembre de 2019 la primera edición de Telefe Noticias Rosario, emitida por Telefe Rosario, pasó a llamarse El Noticiero de la Gente.
Canal 7 de Neuquén, en ese entonces Telefe Neuquén, a partir de 2019 adoptó el nombre El Noticiero de Neuquén para la primera edición de Telefe Noticias Neuquén.
En 2022, la primera edición de Telefe Noticias Santa Fe, emitida por Telefe Santa Fe, pasó a denominarse El Noticiero de la Gente.